# Forte Queyras
Forte Queyras (detto anche Château-Queyras) è un castello medievale che si trova a Château-Ville-Vieille (Queyras) nel dipartimento francese delle Alte Alpi. È situato su uno spuntone roccioso.

## Storia
Le prime notizie di una struttura fortificata in loco si hanno nel 1265. Nel 1301, è menzionato come "Castrum Cadrassi".
Nel 1695, resiste ad un assedio delle truppe savoiarde durante il quale il villaggio circostante è parzialmente distrutto. A seguito di questo evento, nel 1700, Vauban fa apportare al castello importanti modifiche con l'aggiunta di cortine, bastioni e mezze lune "alla moderna".